# 翼 (AV女優)
翼（つばさ、1995年12月3日 - ）は、日本のAV女優。バンビプロモーション所属。

## 略歴・人物
神奈川県出身。2016年9月、エスワンの専属女優としてAVデビュー。
2017年2月23日の公式ツイッターで、諸事情により予定されていたイベントの中止とノミネートされていたDMMアワードを辞退することを発表すると共に中止と辞退への謝罪と今までの応援に感謝するという引退を示唆するようなツイートがされ、その後アカウントは削除された。

## 出演作品

### アダルトDVD
2016年
- 地方で見つけた奇跡のシ・ロ・ウ・ト翼ちゃん “1年掛かりでAV出演を口説いたキ・セ・キの逸材” 普通の女の子がAVデビューするまでの365日密着リアルドキュメント（9月1日、エスワン）※AV OPEN 2016 素人部門 1位
- 専属NO.1 STYLE 翼 エスワンデビュー 運命の出会いから1年と2ヵ月。奇跡のシロウト娘、AV女優になります。（10月19日、エスワン）
- 奇跡のシロウト娘のめちゃイキ!初体験 4本番スペシャル（11月25日、エスワン）
- 僕のことを大好き過ぎる僕だけの翼と朝から晩まで毎日イチャイチャ同棲性活（12月25日、エスワン）

2017年
- 初めての大絶頂、潮漏らし、痙攣イキ 翼の性感覚醒オーガズム（1月25日、エスワン）
- 翼の全力 イクイク騎乗位（2月19日、エスワン）
- DIGITAL CHANNEL DC138 奇跡のシロウトがDC降臨 アイポケ人気シリーズを集結させた200分SPECIAL version（3月7日、アイデアポケット）
- 交わる体液、濃密セックス 完全ノーカット4本番（3月19日、エスワン）
- デリバリーSEX　あなたの自宅に翼をお届けします 240分 【特別版】 奇跡のシロウトが素人宅へ突撃!（4月19日、アイデアポケット）
- チ●ポ大好き超即尺おしゃぶりメイド（5月1日、エスワン）
- 初めての8風俗SPECIAL +4本番+ピンサロ+出張手コキ+JKリフレ+SM　翼 本指名240分 押しに弱いシロウト風俗嬢（5月13日、アイデアポケット）
- 拘束・監禁・輪姦 女子校生調教レ●プ（5月19日、エスワン）

### イメージDVD
- ALL NUDE（2017年7月25日、Aircontrol）

## 書籍

### 写真集
- らぶぱら（2017年2月25日、竹書房、撮影:マキハラススム）[2]